# Clube Tavastia

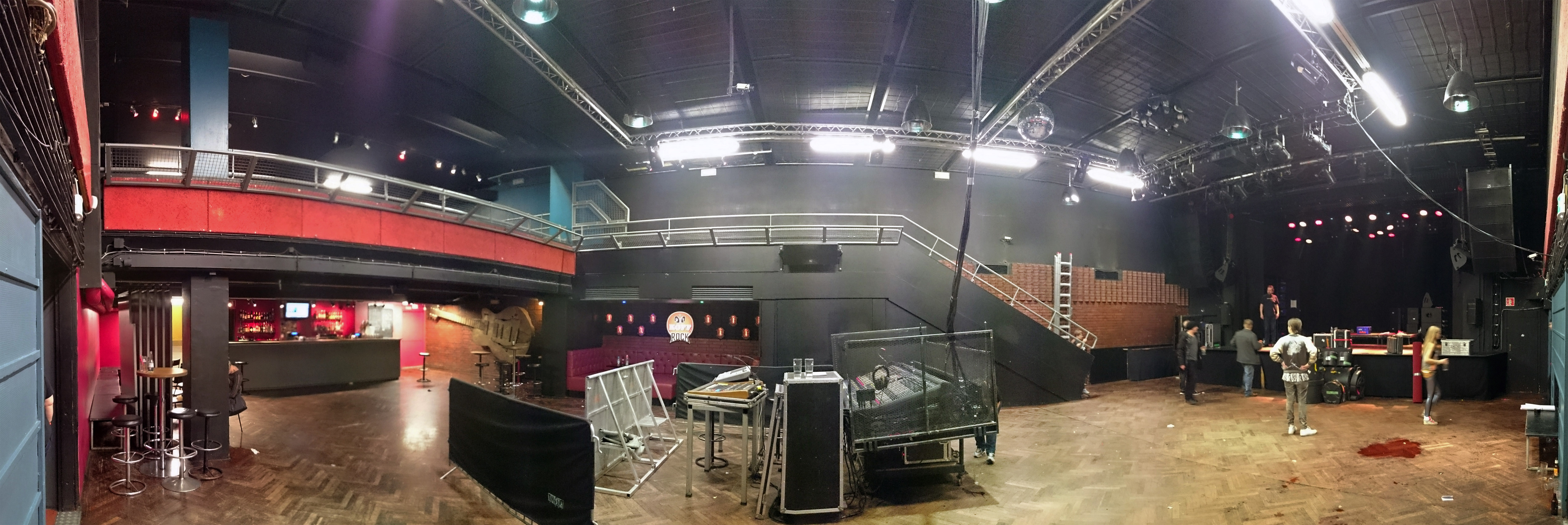
Panorama Tavastia Club 2015.

Clube Tavastia (Tavastia Klubi em finlandês) é uma popular casa de shows em Helsinque, a capital da Finlândia, mais usada para shows de Rock e Heavy Metal.

## História
O lugar foi construído pelo governo local de Helsinque em 1931 sob o nome de Hämäläistentalo (Tavastian's House), com a finalidade de servir para a realização de diversos espetáculos de música, dança e teatro, mas a partir dos anos 60, passou a ser utilizada para shows de rock e Heavy metal. Em 1970, o nome foi mudado para Tavastia Klubi, e semanalmente eram realizados eventos populares de jazz e discoteca. Muitas bandas que viriam a se tornar internacionalmente famosas, incluindo Hurriganes, Sleepy Sleepers e Wigwam ficaram famosas por shows nesse local. Durante essa década, artistas internacionais também tocaram no club, incluindo Tom Waits e John Lee Hooker.
Em 1980, o local havia ganhado fama entre os fãs de rock. Muitas bandas hoje internacionalmente conhecidas realizaram suas primeiras apresentações no local, incluindo Nightwish, HIM e The 69 Eyes. Nos anos 90, a casa também era usada como sede do "The Mighty Metal Music Awards", uma premiação da música finlandesa. Hoje, o Tavastia é uma das casas de shows mais antigas da Europa ainda em funcionamento.

## Artistas
A seguir está uma lista com alguns artistas e bandas que já tocaram no local:
| - The 69 Eyes - 50 Cent - AC/DC - Alice In Chains - Anthrax - Black Crowes - Black Sabbath - W.A.S.P. - Billy Talent - Celtic Frost - Children Of Bodom - The Cramps - The Cross - D-A-D\|D.A.D - Dave Edmunds - Roky Erickson - Europe - Fabulous Thunderbirds - Dir en grey - Foo Fighters - Girlschool - Ari Koivunen - Gun Club - Guns N' Roses - Hanoi Rocks - Hawkwind | - The Hellacopters - Antic Cafe - The Hives - The Hooters - Kalmah - Kamelot - Kreator - Amoral - Lemonheads - Lordi - New York Dolls - Nightwish - Hurriganes - Sonata Arctica - Offspring - Pogues - Public Image Limited - Ramones - Screaming Trees - Brian Setzer - the GazettE - Siouxsie and the Banshees - Sonic Youth - Stratovarius - Stryper - The Wailers - Tom Waits |